# سيباستيان سميث
سيباستيان سميث (بالإنجليزية: Sebastian Smith)‏ هو ممثل بريطاني (وحمل سابقاً جنسية المملكة المتحدة لبريطانيا العظمى وأيرلندا)، ولد في 3 أكتوبر 1869 بإنجلترا في المملكة المتحدة، وتوفي في 15 يناير 1948.

## وصلات خارجية
- سيباستيان سميث على موقع IMDb (الإنجليزية)
- سيباستيان سميث على موقع قاعدة بيانات برودواي على الإنترنت (الإنجليزية)